# Rover 800
Rover 800 — автомобиль бизнес-класса, выпускавшийся с 1986 по 1999 год компанией Rover Group.

## Первое поколение (1986—1991)
На момент запуска автомобили Rover 800 оснащались 2,0-литровыми 16-клапанными атмосферными двигателями British Leyland серии M. В 1988 году в производство был запущен вариант 820 Fastback с 8-клапанным двигателем серии O. Двигатель M16e с одноточечным впрыском устанавливался на 820e/se, а M16i с многоточечным впрыском — на 820i/si. Модификации Rover 825i и Sterling оснащались 2,5-литровыми 24-клапанными двигателями Honda V6. В феврале 1988 года в моторную гамму были добавлены 2,7-литровые двигатели. Коробка передач — пятиступенчатая механическая или четырёхступенчатая автоматическая. Первоначально автомобили выпускались в кузовах четырёхдверный седан, а с 1988 года автомобили выпускались также в кузовах пятидверный лифтбек.
- 1989 Rover 820 E
- 1986 Rover 820Si
- 1987 Rover 827Si
- Sterling 825S
- Интерьер Rover 827 Vitesse

## Второе поколение (R17; 1991—1999)
Второе поколение Rover 800 было представлено осенью 1991 года. Кодовое обозначение — R17. 2,0-литровый двигатель T16 заменил двигатель M16. 2,0-литровый турбодвигатель устанавливался на Vitesse и Vitesse Sport (1994—1996). Некоторые варианты оснащались 2,5-литровым турбодизельным двигателем VM Motori 425 OHV. Коробка передач — пятиступенчатая механическая или четырёхступенчатая автоматическая.
В начале 1992 года было представлено двухдверное купе 800 Coupé. Автомобиль оснащался 2,7-литровым двигателем Honda V6 и имел 16-дюймовые легкосплавные диски «Prestige». Коробка передач — четырёхступенчатая автоматическая.

Весной 1999 года автомобили Rover 800 были сняты с производства. Преемниками стали автомобили Rover 75.
- 1993 Rover 827 SI
- 1993 Rover 825SD
- 1995 Rover 825SD
- 1999 Rover 825 Sterling Coupe
- 1999 820 Sterling
- Интерьер Rover 820 Sterling
- 2,5-литровый двигатель Rover KV6 в моторном отсеке 1998 Rover 800 Sterling